# Wiktor Łabuński
Wiktor Łabuński (ur. 14 kwietnia 1895 w Sankt Petersburgu, zm. 26 stycznia 1974 w Kansas City) – polski pianista, kompozytor i dyrygent.

## Życiorys
Studiował w Konserwatorium Petersburskim fortepian w klasie Leonida Nikołajewa oraz Felixa Blumenfelda. W latach 1919–1928 był profesorem Konserwatorium Towarzystwa Muzycznego (obecnie Akademia Muzyczna w Krakowie). W 1928 wyjechał do USA, gdzie koncertował i podjął pracę pedagogiczną w Nashville Conservatory, Memphis College of Music, a także University of Missouri. Otrzymał tytuł doktora honoris causa Curtis Institute of Music w Filadelfii (1935).